# Nasa profundilobata
Nasa profundilobata är en brännreveväxtart som först beskrevs av Erich Werdermann, och fick sitt nu gällande namn av Weigend. Nasa profundilobata ingår i släktet färgkronor, och familjen brännreveväxter. Inga underarter finns listade i Catalogue of Life.